# Pismo »Dear Boss«
Dear Boss letter ('pismo Dragi Šefe') pismo je koje je 25. rujna 1888. napisao viktorijanski serijski ubojica Jack Trbosjek, a poslano je i primljeno 27. rujna u Central News Agency u Londonu, dok je Scotland Yardu oslano 29. rujna. Pismo se u početku držalo šalom, ali nakon što je 30. rujna nađeno mrtvo tijelo Catherine Eddowes kojem je nedostajalo jedno uho, autorovo obećanje da će dami odsjeći uši privuklo je pozornost.
Metropolitanska Policija objavila je papirnate novčanice s njegovim faksimilima i razglednice Saucy Jacky (koja je bila prvo pismo koje se odnosilo na Šefa) ne bi li netko prepoznat rukopis, no ništa se nije izrodilo iz svog tog napora. Mnoge novine su ponovno izdale poruke u cijelosti. Dvije poruke su nakon objavljivanja dobile snažan svjetski notoritet. Tada je prvi put korišteno ime Jack Trbosjek kojim se i danas oslovljava ubojica, i taj pojam je zahvatio maštu javnosti. Nedugo zatim stotine pisama dolazile su, navodno, od Jacka Trbosjeka, a u njima su se uglavnom pojavljivale ključne fraze iz ostalih pisama.
Nakon ubojstava policija je tvrdila da je pismo i razglednica šala lokalnog novinara. Te sumnje nisu dobro publicizirane, a ideja da je ubojica slao pisma kojima je upozoravao policiju na ubojstva postala je jedna od dugotrajnijih legendi vezanih uz Jacka Trbosjeka. Većina učenjaka podijeljena je na to bi li se ikoje od pisama trebalo smatrati izvornim, no Dear Boss se smatra kao pismo koje je napisao pravi Jack Trbosjek. Brojni autori pokušavaju proširiti listu sumnjivaca tako što uspoređuju rukopis njihovih sumnjivaca s rukopisom ovih pisama.
Kao i mnogi drugi dokazi, "Dear Boss" je nestao nakon zatvaranja slučaja. Većina ljudi misli da je on završio u posjedu nekog od policijskih službenika koji su radili na slučaju kao suvenir. Godine 1988. vraćen je Metropolitanskoj Policiji od anonimnog pošiljatelja za kojeg pretpostavljaju da je bio član obitelji službenika koji ga je uzeo. Ovo pismo, kao i sva ostala Ripperova pisma sadrži nekoliko gramatičkih grešaka, a kazuje:
| Dear Boss, I keep on hearing the police have caught me but they wont fix me just yet. I have laughed when they look so clever and talk about being on the right track. That joke about Leather Apron gave me real fits. I am down on whores and I shant quit ripping them till I do get buckled. Grand work the last job was. I gave the lady no time to squeal. How can they catch me now. I love my work and want to start again. You will soon hear of me with my funny little games. I saved some of the proper red stuff in a ginger beer bottle over the last job to write with but it went thick like glue and I cant use it. Red ink is fit enough I hope ha ha . The next job I do I shall clip the ladys ears off and send to the police officers just for jolly wouldn't you. Keep this letter back till I do a bit more work, then give it out straight. My knife's so nice and sharp I want to get to work right away if I get a chance. Good Luck. Yours truly Jack the Ripper Dont mind me giving the trade name PS Wasnt good enough to post this before I got all the red ink off my hands curse it No luck yet. They say I'm a doctor now ha ha. | Dragi Šefe, Stalno čujem da me policija uhvatila no ne će me još srediti. Smijao sam se kad izgledaju tako pametno i pričaju da su na pravom putu. Šala o Leather Apron dala mi je prave napade. Ja sam na kurvama i ne ću ih prestati rasparivati dok me ne uhite. Veli rad bio je zadnji posao. Dami nisam dao vremena ni da pisne. Kako me sada mogu uhvatiti. Volim svoj posao i želim ponovo početi. Brzo ćeš čuti o meni s mojim malim smiješnim igrama. Sačuvao sam malo prikladne crvene tvari u pivskoj boci od posljednjeg posla da s njom pišem no zgusnila se kao lijepilo i više je ne mogu koristiti. Crvena tinta je isto dobra nadam se ha ha. U idućem poslu ja ću dami odsjeći uši i poslati ih policiji samo zbog zabave zar i ti ne bi. Zadrži ovo pismo dok ne nepravim još malo posla, onda ga osobno izruči. Moj nož je tako lijep i oštar da želim ići odmah na posao ako dobijem priliku. Sretno. Vaš cijenjeni Jack Trbosjek Ne zamjeraj mi što koristim lažno ime PS Nije bilo dobro poslati ovo dok ne skinem svu crvenu tintu sa svojih ruku prokletstvo Nema sreće još. Sada kažu da sam liječnik ha ha. |

## Vanjske poveznice
- Casebook: Jack the Ripper article on the Ripper letters
- Jack the Ripper: Letters From Hell, by Stewart Evans and Keith Skinner, Sutton Publishing, 2001, ISBN 0750925493